# Trematocranus placodon
Trematocranus placodon är en fiskart som först beskrevs av Regan 1922.  Trematocranus placodon ingår i släktet Trematocranus och familjen Cichlidae. IUCN kategoriserar arten globalt som livskraftig. Inga underarter finns listade i Catalogue of Life.